# Smokvica, Korčula
Smokvica je manjše naselje v notranjosti otoka Korčule (Hrvaška), ki je središče istoimenske občine Smokvica z 865 prebivalci (popis 2021; 1991 še 1125, 1953 pa preko 1.200) in spada v Dubrovniško-neretvansko županijo.

## Geografija
Smokvica je  oddaljena okoli 4 km od obalnega naselja Brna in 10 km od največjega naselja na otoku Blato.

## Gospodarstvo
Prebivalci Smokvice se ukvarjajo s poljedelstvom, vinogradništvom, gojenjem oljk. Tu prideljujejo znano vrhunsko belo vino »Pošip« in »Rukatac«.

## Zgodovina
V župnijski cerkvi je loža, ostanek starejše cerkve, verjetno iz 17. stoletja, v kateri sta delovala vaški poglavar in sodnik.
Do danes se je v Smokvici ohranila stara viteška igra z meči imenovana Kumpanija, ki jo pogosto predstavijo turistom.
Med drugo svetovno vojno je bil konec leta 1943 v naselju nastanjen 2. bataljon 1. prekomorske brigade.

## Demografija
| Pregled števila prebivalcev po letih | Pregled števila prebivalcev po letih | Pregled števila prebivalcev po letih | Pregled števila prebivalcev po letih | Pregled števila prebivalcev po letih | Pregled števila prebivalcev po letih | Pregled števila prebivalcev po letih | Pregled števila prebivalcev po letih | Pregled števila prebivalcev po letih | Pregled števila prebivalcev po letih | Pregled števila prebivalcev po letih | Pregled števila prebivalcev po letih | Pregled števila prebivalcev po letih | Pregled števila prebivalcev po letih | Pregled števila prebivalcev po letih |
| ------------------------------------ | ------------------------------------ | ------------------------------------ | ------------------------------------ | ------------------------------------ | ------------------------------------ | ------------------------------------ | ------------------------------------ | ------------------------------------ | ------------------------------------ | ------------------------------------ | ------------------------------------ | ------------------------------------ | ------------------------------------ | ------------------------------------ |
| 1857                                 | 1869                                 | 1880                                 | 1890                                 | 1900                                 | 1910                                 | 1921                                 | 1931                                 | 1948                                 | 1953                                 | 1961                                 | 1971                                 | 1981                                 | 1991                                 | 2001                                 |
| 496                                  | 496                                  | 522                                  | 659                                  | 840                                  | 986                                  | 1187                                 | 1120                                 | 1160                                 | 1210                                 | 1137                                 | 1052                                 | 1002                                 | 1125                                 | 1012                                 |